# Smil Osovský z Doubravice

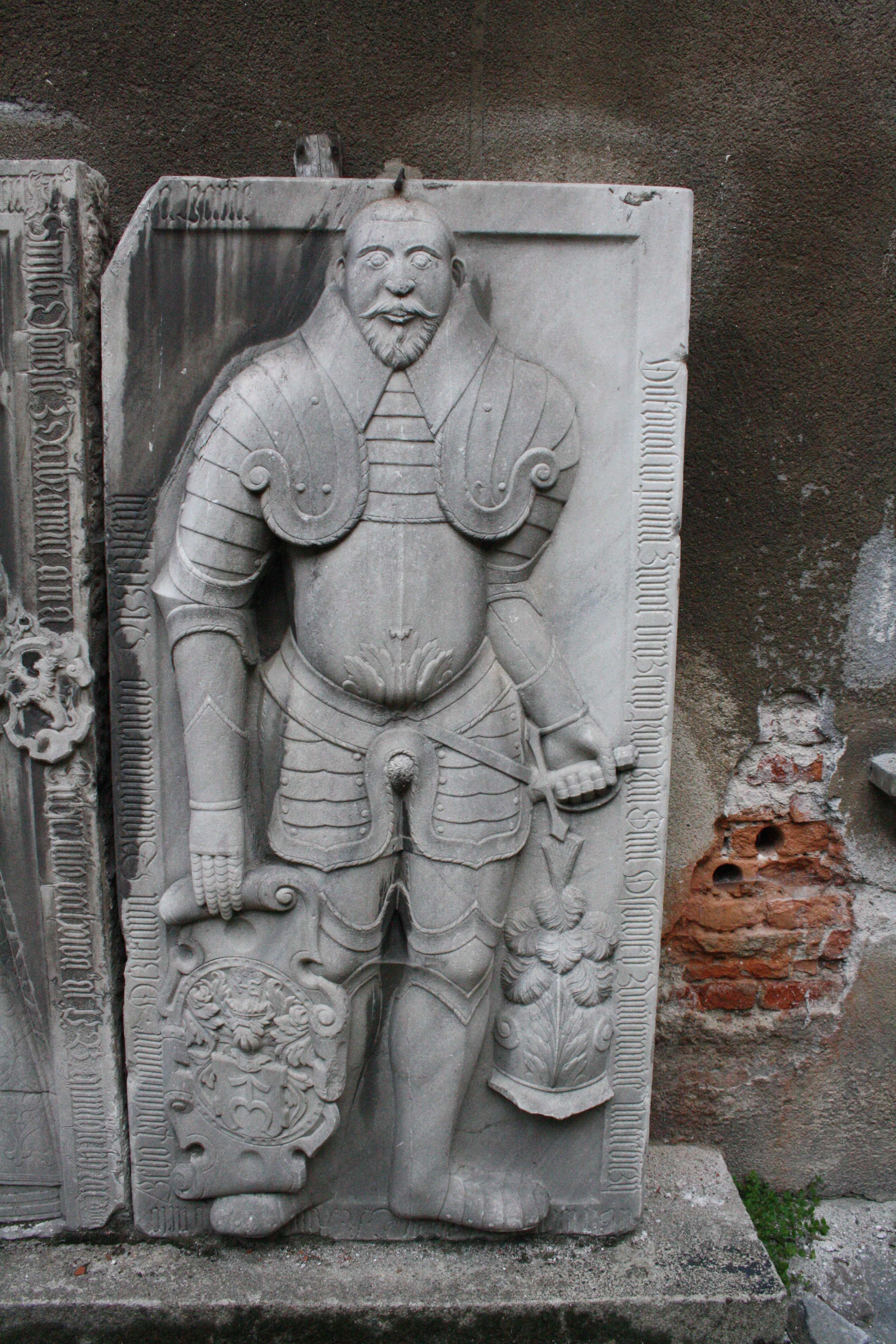
Grabstein von Smil Osovský z Doubravice

Smil Osovský z Doubravice (* vor 1572; † 13. Februar 1613) war ein mährischer Adliger aus dem Geschlecht der Osovští z Doubravice.

## Leben
Smil war der letzte Nachkomme der Herren von Doubravice bei Blansko. Unter anderem gehörte ihm das Dorf Střítež, das er von seinem Vater Burian Osovský z Doubravice geerbt hatte und 1572 seiner ersten Frau Blanka z Žerotína schenkte. Er gehörte der böhmischen Brüder-Unität an und unterstützte deren Heere in Trebitsch. 1589 wurde er zum Königsrat ernannt, von 1597 bis 1604 betreute er das Amt des Höchsten Richters in Mähren.
Er machte sich einen Namen als reger und geschickter Diplomat und unterstützte Maximilian bei seinen Bemühungen um den polnischen Thron. Seine Erlebnisse und Gedanken schrieb er in seinen Tagebüchern nieder. Daneben fertigte er eine Sammlung mährischer Gerichtsurteile (1575 bis 1610) an.
Nach seinem Tode heiratete seine Witwe Katharina, geb. von Waldstein, in zweiter Ehe Karl den Älteren von Žerotín und vererbte Trebitsch 1637 an ihren Bruder Adam von Waldstein.